# Spahill and Clomantagh Hill SAC
Spahill and Clomantagh Hill SAC este o arie protejată (arie specială de conservare — SAC, sit de importanță comunitară — SCI) din Irlanda întinsă pe o suprafață de 146,86 ha, integral pe uscat.

## Localizare
Centrul sitului Spahill and Clomantagh Hill SAC este situat la coordonatele 52°44′52″N 7°30′25″W / 52.747816°N 7.507079°V.

## Înființare
Situl Spahill and Clomantagh Hill SAC a fost declarat sit de importanță comunitară în noiembrie 1997 pentru a proteja un număr necunoscut de specii din flora spontană și fauna sălbatică aflate în arealul zonei. Situl a fost protejat și ca arie specială de conservare în iulie 2021.

## Biodiversitate
Situată în ecoregiunea atlantică, aria protejată conține 1 habitat natural: Pajiști uscate seminaturale și facies de acoperire cu tufișuri pe substraturi calcaroase (Festuco-Brometalia) (* situri importante pentru orhidee).
La baza desemnării sitului se află un număr nedeclarat de specii protejate.
Pe lângă speciile protejate, pe teritoriul sitului au mai fost identificate 1 specie de plante.